# Zelene, Veselînove
Zelene (în ucraineană Зелене) este localitatea de reședință a comunei Zelene din raionul Veselînove, regiunea Mîkolaiiv, Ucraina.

## Demografie
Componența lingvistică a localității Zelene
     Ucraineană (95,91%)
     Rusă (2,97%)
     Română (1,12%)
Conform recensământului din 2001, majoritatea populației localității Zelene era vorbitoare de ucraineană (95,91%), existând în minoritate și vorbitori de rusă (2,97%) și română (1,12%).